# Herbert Klynn
Herbert Klynn (11 novembre 1917 – 3 février 1999) est un animateur américain auprès de l'UPA entre 1944 et 1959, dont il devient vice-président et responsable de production. Il travaille sur plusieurs cartoons de Mister Magoo et de Gerald McBoing-Boing ainsi que sur des courts-métrages d'animation tels que Madeline (1952) et Christopher Crumpet (1953).

## Biographie
En 1959, il fonde le studio d'animation pour la télévision Format Films, connu pour avoir produit The Alvin Show et The Lone Ranger, ainsi que onze cartoons de Bip Bip et Coyote et trois de Daffy Duck et Speedy Gonzales pour les séries Looney Tunes et Merrie Melodies de Warner Bros..
Format Productions crée également des génériques pour plusieurs séries télévisées, notamment Les Espions, Honey West, les personnages animés de l'émission de variétés Hee Haw, diverses publicités commerciales animées pour la télévision, ainsi que les génériques des films Les Compagnons de la gloire et Clambake.
Klynn travaille sur plusieurs projets avec l'auteur Ted Geisel (Dr. Seuss), ainsi qu'avec le designer Saul Bass, lauréat d'un Academy Award. Il travaille aux côtés de l'auteur de science-fiction Ray Bradbury et crée le cartoon Icarus Montgolfier Wright, nommé aux oscars, qui raconte en animation l'histoire du premier voyage habité vers la Lune.
Herb Klynn est un des créateurs de l'éphémère sitcom The Duck Factory, qui est le premier rôle principal de Jim Carrey en 1984.
Membre pendant longtemps de l'Academy of Motion Picture Arts & Sciences, Klynn fait don de ses importantes archives de films et de télévision à l'USC School of Cinema-Television et au Museum of Television and Radio Broadcasting de Beverly Hills et New York.
Klynn reçoit le Winsor McCay Award en 1991; l'une des principales reconnaissances attribuées à un individu dans l'industrie de l'animation pour ses contributions à l'art de l'animation.